# Міхаїл Стасінопулос
Міхаї́л Стасіно́пулос (грец. Μιχαήλ Στασινόπουλος, 27 липня 1903, Месіні — 31 жовтня 2002, Афіни) — грецький політик, письменник, перекладач. Перший Президент Третьої Грецької республіки (в період з 18 грудня 1974 до 19 червня 1975 року).

## Біографія
Освіту здобув в Афінському університеті (1934), вивчав право. 1937 року став доктором права і почав свою викладацьку діяльність в тому ж університеті. З 1943 року викладав право в Університеті Пантеон. Обраний ректором Університету Пантеон (1951 — 1958 роки). Поет, письменник і перекладач.
У період 1951 — 1953 років служив директором Грецького національного радіо. У 1952 році він був міністром праці в тимчасовому уряді Дімітріоса Кіусопулоса, а в 1958 році державним міністром в уряді Константіноса Георгакопулоса.
1959 року призначений референтом Державної Ради, в період 1966 — 1969 її головою. У 1968 році Стасінопулос був обраний постійним членом Грецького академії наук, а в 1970 році запропонований Рене Кассеном, лауреатом Нобелівської премії миру 1968 року, на Нобелівську премію миру.
На парламентських виборах 1974 року був обраний депутатом Грецького парламенту від Нової демократії. Після референдуму 8 грудня 1974 року, коли Греція була проголошена президентською республікою, Стасінопулос був обраний першим президентом Третьої Грецької республіки в період з 18 грудня 1974 до 19 червня 1975 року. Після 1975 року відмовився брати участь у політичному житті країни.